# 小山かつひろ
小山 かつひろ（おやま かつひろ〔旧芸名：おやま 克博〕、1957年1月4日 - ）は、宮城県出身の日本の俳優。希楽星所属。身長164 cm。体重70 kg。血液型はA型。

## 略歴
早稲田大学中退、日大芸術学部中退、シアトル大学中退。
1978年に、オーディションをきっかけにデビュー。デビュー作は『あゝ野麦峠』。かつては劇団青年座、現代劇センター、劇団新演劇人クラブ・マールイに所属していた。

## 人物
特技は英語、中国語、韓国語、柔道、スキー、フェンシング。
猫を飼っている。

## 出演

### 映画
- 「あゝ野麦峠」（1979年6月30日）
- 「南十字星」（1982年5月15日） - 土井通訳 役
- 「国会へ行こう!」（1993年5月1日） - 三枝満夫 役
- 「THE JUON/呪怨」（2005年2月11日） - 医師 役

### Vシネマ
- 「裁き屋 －汚れた天使－」（2005年） - 三室 役
- 「仁義43 流血の抗争（2005年） - 松本孝雄 役
- 「千里眼 キネシクス・アイ」（2009年） - 原田幕僚長 役

### テレビドラマ

#### NHK
- 大河ドラマ
  - 「おんな太閤記」第33話（1981年8月23日） - 一座の男たち 役
  - 「徳川家康」第45話（1983年11月13日） - 公卿 役
  - 「山河燃ゆ」
    - 第38話（1984年9月23日） - 通訳官 役
    - 第42話・第43話・第45話・第49話・第50話（1984年10月21日・10月28日・11月11日・12月9日・12月16日） - ホセ森 役

  - 「春の波涛」第25話（1985年6月23日） - 秘書官 役
  - 「いのち」第43話（1986年10月26日） - 建設技師 役
  - 「武田信玄」
    - 第40話（1988年10月9日） - 近習 役
    - 第42話（1988年10月23日） - 若侍 役

  - 「翔ぶが如く」第46話（1990年11月25日） - 農民 役
  - 「太平記」第13話（1991年3月31日） - 家臣 役
  - 「信長 KING OF ZIPANGU」
    - 第1話・第8話 - 第10話・第13話・第15話・第17話・第18話・第20話・第21話・第23話・第24話・第29話・第32話 - 第36話・第40話（1992年1月5日・2月23日 - 3月8日・3月29日・4月12日・4月26日・5月3日・5月17日・5月24日・6月7日・6月14日・7月19日・8月16日 - 9月13日・10月11日）
    - 第12話・第25話（1992年3月22日・6月21日） - 若侍 役
    - 第26話・第30話（1992年6月28日・8月2日） - 使者 役

  - 「八代将軍吉宗」第2話（1995年1月15日） - 奏者番 役
  - 「秀吉」（1996年1月7日 - 12月22日）
  - 「徳川慶喜」第34話（1998年8月30日） - 会津藩兵 役
  - 「風林火山」第11話（2007年3月18日） - 連歌執筆 役[4]
- 連続テレビ小説
  - 「おしん」第165話（1983年10月19日） - 男 役
  - 「ひまわり」第1話・第10話（1996年4月1日・4月11日） - 係長 役[5]
  - 「どんど晴れスペシャル」前編（2011年4月24日、NHK BSプレミアム） - 高橋治也 役
- 「冬構え」（1985年3月30日）[6]
- 「迷惑かけてありがとう」（1984年） - ボーイ 役
- 「心のメッセージ」（1987年） - 警察官 役
- 「殿様ごっこ」（1988年10月31日 - 11月18日）
- 「詩城の旅びと」第1話・第3話・最終話（1989年10月9日・10月23日・11月6日）
- 「大石内蔵助 冬の決戦」（1991年1月1日）
- 「はやぶさ新八御用帳」第1話 - 第3話・第13話（1993年9月3日 - 9月17日・11月26日）
- 「戦国武士の有給休暇」第4話（1994年4月14日）
- 「否認」後編（1994年4月23日）
- 「天晴れ夜十郎」（1996年9月13日 - 1997年3月21日） - 同心 役
- 「黄昏流星群 -恋をもう一度-」（1997年8月31日 - 9月21日）
- 「鏡は眠らない」第2話（1997年10月29日）
- 「チョコレート革命」（1998年6月27日 - 8月1日、NHK BS2）
- 「上海タイフーン」第1話 - 第3話・最終話（2008年9月13日 - 9月27日・10月18日）
- 「白洲次郎」最終話（2009年9月23日） - 永山 役
- 「シングルマザーズ」第2話（2012年10月30日）
- 「激流〜私を憶えていますか?〜」第1話・第2話（2013年6月25日・7月2日）
- 「みをつくし料理帖スペシャル」前編（2019年12月14日）
- 「一橋桐子の犯罪日記」 第2話（2022年10月15日） - 森 役

#### 日本テレビ
- 「昨日、悲別で」第9話（1984年5月4日）
- 「外科医有森冴子」第1話（1990年4月14日）
- 火曜サスペンス劇場「山岳ミステリー」第3作（1990年12月18日）
- 「結婚しないかもしれない症候群」（1991年10月19日 - 12月21日）
- 「お茶の間」第3話（1993年1月23日）
- 「横浜心中」第10話（1994年3月16日）
- 「透明人間」第6話（1996年5月18日）
- 「続・星の金貨」最終話（1996年12月25日） - 医師 役
- 「14ヶ月〜妻が子供に還っていく〜」第8話（2003年8月25日） - 保護士 役
- 「オー!マイ・ガール!!」第8話（2008年12月2日） - 融資担当者 役
- 「でたらめヒーロー」第8話（2013年5月23日）
- 「Woman」第2話（2013年7月10日）
- 「Dr.倫太郎」最終話（2015年6月17日）[7]
- 「そして、誰もいなくなった」最終話（2016年9月11日）
- 「もみ消して冬〜わが家の問題なかったことに〜」第1話（2018年1月13日）

#### TBS
- 「はまなすの花が咲いたら」第18話（1982年3月9日）[8]
- 東芝日曜劇場
  - 「母の暦」（1982年7月11日）
  - 「ツッパリ娘が父親の泥棒を見た…」第1作[9]
- 「男女7人夏物語」第1話・第3話・第5話（1986年7月25日・8月8日・8月22日）[10]
- ギミア・ぶれいく「メイキングオブ すみだ川堀外物語」（1989年11月28日）
- 「渡る世間は鬼ばかり」（1990年10月11日 - 2018年9月17日） - 客 役
- 「忠臣蔵」（1990年12月26日）
- 「ルージュの伝言」
  - 第10話（1991年6月5日）
  - 第23話（1991年9月4日）
- 「眠れない夜をかぞえて」第1話（1992年4月16日）
- 「あの日の僕をさがして」（1992年4月17日 - 6月26日）
- 「十年愛」第10話（1992年12月18日）
- 「赤い迷宮」第25話（1993年12月3日）
- 月曜ドラマスペシャル → 月曜ミステリー劇場 → 月曜ゴールデン
  - 「浅見光彦シリーズ」第1作（1994年4月25日）[11]
  - 「殺意の証明」（1995年6月5日）
  - 「山村美紗サスペンス 名探偵キャサリン」第4作（1998年1月5日）
  - 「検察官 沢木穂乃歌」第1作（2002年5月27日） - 刑事 役
  - 「弁護士迫まり子の遺言作成ファイル」第5作（2003年6月9日） - 石川貴之 役
  - 「医師・円城寺修」第1作（2011年12月5日） - 佐々木 役
- 「義父のいる風景」（2000年11月27日）[12]
- 「ホットマン」
  - 「ホットマン」（2003年4月10日 - 6月19日） - 医者 役
  - 「ホットマン2」最終話（2004年12月23日） - 上層部 役
- 「温泉へ行こう4」第52話（2003年11月11日） - 客 役
- 「貞操問答」第36話（2005年12月5日） - 銀行家 役
- 「病院へ行こう!」第8話（2006年2月15日） - 外商 役
- 「パパとムスメの7日間」第4話（2007年7月22日） - 情報システム部部長 役
- 「JIN-仁- 完結編」第4話（2011年5月8日） - 川越藩医 役
- 「99.9-刑事専門弁護士- SEASON I」第8話（2016年6月5日） - 裁判長 役
- 「天国と地獄〜サイコな2人〜」第1話 - 第3話（2021年1月17日 - 1月31日） - 一ノ瀬正造 役[13]

#### フジテレビ
- 「スタア誕生」（1985年4月10日 - 11月6日）
- 「プロゴルファー祈子」第4話（1987年11月11日）
- 「家と女房と男の名誉」（1988年4月21日 - 6月30日）
- 「抱きしめたい! I WANNA HOLD YOUR HAND」第8話（1988年8月25日）
- 乱歩賞作家サスペンス「美談の裏側」（1989年6月12日）
- 世にも奇妙な物語「運命の赤い糸」（1991年2月21日）
- 金曜ドラマシアター → 金曜エンタテイメント → 赤と黒のゲキジョー
  - 「悪女A・B」（1991年8月30日）
  - 「ざけんなョ!!シリーズ」第5作（1993年10月22日）
  - 「黒い看護婦」（2015年2月13日）
- 「ホテルウーマン」第6話（1991年11月11日）
- 「忠臣蔵 風の巻・雲の巻」（1991年12月13日）
- 花王ファミリースペシャル「千代の富士物語 第2部「青春篇」」前編・後編（1992年2月2日・2月9日）
- 「愛という名のもとに」第8話（1992年2月27日）
- 「北の国から'92巣立ち」前編（1992年5月22日）[14]
- 「君のためにできること」第6話（1992年8月10日）
- 「じゃじゃ馬ならし」第10話（1993年9月6日）
- 「古畑任三郎 1st season」第10話（1994年6月15日）
- 「若者のすべて」第1話・第5話・第6話（1994年10月19日・11月16日・11月23日） - 薫の上司 役
- 「勝利の女神」（1996年4月16日 - 6月25日）
- 「コーチ」第11話（1996年9月12日）
- 「太陽がいっぱい」第1話（1998年1月13日）
- 「ニュースの女」第3話（1998年1月21日）
- 「GTO」第11話（1998年9月15日） - 保護者 役
- 「お水の花道 女30歳ガケップチ」第1話（1999年1月6日） - 客 役
- 「恋愛結婚の法則」第4話（1999年7月28日）
- 「神様のいたずら」第10話（2000年12月12日）
- 「私を旅館に連れてって」第3話（2001年4月25日）
- 「ラブ・レボリューション」第4話・第11話（2001年4月30日・6月18日）
- 「さよなら、小津先生」第7話（2001年11月20日）
- 「恋するトップレディ」第3話・第6話・最終話（2002年1月22日・2月12日・3月19日）
- 「ビッグマネー!〜浮世の沙汰は株しだい〜」第3話（2002年4月25日） - 総会屋親分 役
- 「整形美人。」第10話（2002年6月18日） - 華道名取り 役
- 「ナースのお仕事4」第10話（2002年9月3日）
- 「クニミツの政」第2話（2003年7月8日） - PTA会長 役
- 「愛のソレア」第18話（2004年10月21日） - 医師 役
- 「離婚弁護士II〜ハンサムウーマン〜」最終話（2005年6月28日） - 部長 役[15]
- 「Ns'あおい」第2話（2006年1月17日） - 香田 役
- 「コード・ブルー -ドクターヘリ緊急救命- 2nd season」第2話（2010年1月18日） - 大森俊夫 役
- 「医龍-Team Medical Dragon-3」第1話（2010年10月14日）
- 「ガリレオ 第2シーズン」第6話（2013年5月20日）
- 「別れたら好きな人」第8話・第12話（2015年10月7日・10月14日）
- 「オトナ女子」第9話（2015年12月10日）
- 「さくらの親子丼」第3話（2017年10月21日） - 校長先生 役
- 「元彼の遺言状」第9話・第10話（2022年6月6日・6月13日） - 漁師 役

#### テレビ朝日
- 「ザ・ハングマン」
  - 「ザ・ハングマンII」第4話（1982年6月25日）
  - 「新ハングマン」第2話（1983年8月5日）
  - 「ザ・ハングマンV」第16話（1986年5月30日）
- 「さらば女ともだち」第1話 - 第3話・最終話（1983年2月3日 - 2月17日・1983年3月24日）
- 「乙女座は悪女の匂い」最終話（1984年3月29日）
- 「冬の橋」第1話（1988年12月1日）
- 「問題の教師」第1話（1989年3月2日）[16]
- 「芸者小春の華麗な冒険」第10話（1991年6月13日）
- 「はぐれ刑事純情派 第4シリーズ」第13話（1991年6月26日）
- 土曜ワイド劇場
  - 「運命の銃口 東京〜金沢500キロ・愛と憎しみの旅路」（1992年11月21日）
  - 「嫁姑が謎に挑戦」第6作（1999年5月15日）
  - 「京都の祭に人が死ぬ」（2003年10月11日） - 袴田 役
  - 「半落ち」（2007年12月8日） - 徴収主任 役
- 「名探偵保健室のオバさん」第3話（1997年1月20日）
- 「眠れぬ夜を抱いて」第4話（2002年5月2日）
- 「同窓会〜ラブ・アゲイン症候群」第3話（2010年5月6日）
- 「ハガネの女 season2」第1話（2011年4月21日）
- ミステリースペシャル「事件」第18作（2017年10月5日） - 遠山喜平 役[17]

#### テレビ東京
- 「お助け同心が行く!」第1話・第7話（1993年4月9日・5月21日）
- 水曜ミステリー9 「監察医・篠宮葉月 死体は語る 第6作」（2005年6月22日） - 大熊事務長 役
- 「弁護士ソドム」 第1話（2023年4月28日） - 佐々木太一 役

#### WOWOW
- 「隠蔽指令」第1話（2009年10月18日） - 副頭取 役
- 「向田邦子 イノセント」第3話（2012年4月7日）

### ラジオドラマ
- アドベンチャーロード（NHK-FM）
  - 「西遊妖猿伝」最終話（1989年11月2日） - 玄奘 役
  - 「続・西遊妖猿伝」第1話（1990年3月26日） - 僧侶 役
- 青春アドベンチャー「都会島のミラージュ」（1992年9月21日 - 10月2日、NHK-FM）

### その他
- 加トちゃんケンちゃんごきげんテレビ「THE DETECTIVE STORY」第41回（1986年10月25日、TBS）
- 「心のメッセージ」（1987年5月15日 - 1992年10月9日、NHK教育テレビジョン） - 警察官 役
- 「SMAP×SMAP」（1996年4月15日 - 2016年12月26日、フジテレビ） - 部長 役
- 「めちゃ×2イケてるッ!」（1996年10月19日 - 2018年3月31日、フジテレビ） - 紺野あさ美の父 役
- 「実録!あの歴史的重大事件と闘った医師たち」（2003年10月2日、フジテレビ） - 高橋医師 役
- 「キスマイBUSAIKU!?」（2015年5月11日、フジテレビ）
- ETV特集「義男さんと憲法誕生」（2020年5月2日、NHK Eテレ） - 劇中ドラマ[18]

## 方言指導
- 「四捨五入殺人事件」第1話・第2話（1987年7月6日・7月7日、NHK）
- 「ホットマン'04春スペシャル」（2004年4月14日、TBS）
- 「宮部みゆき「長い長い殺人」」（2007年11月4日、WOWOW）
- 「44歳のチアリーダー!!」（2015年12月20日、NHK BSプレミアム）